# アルマダの海戦

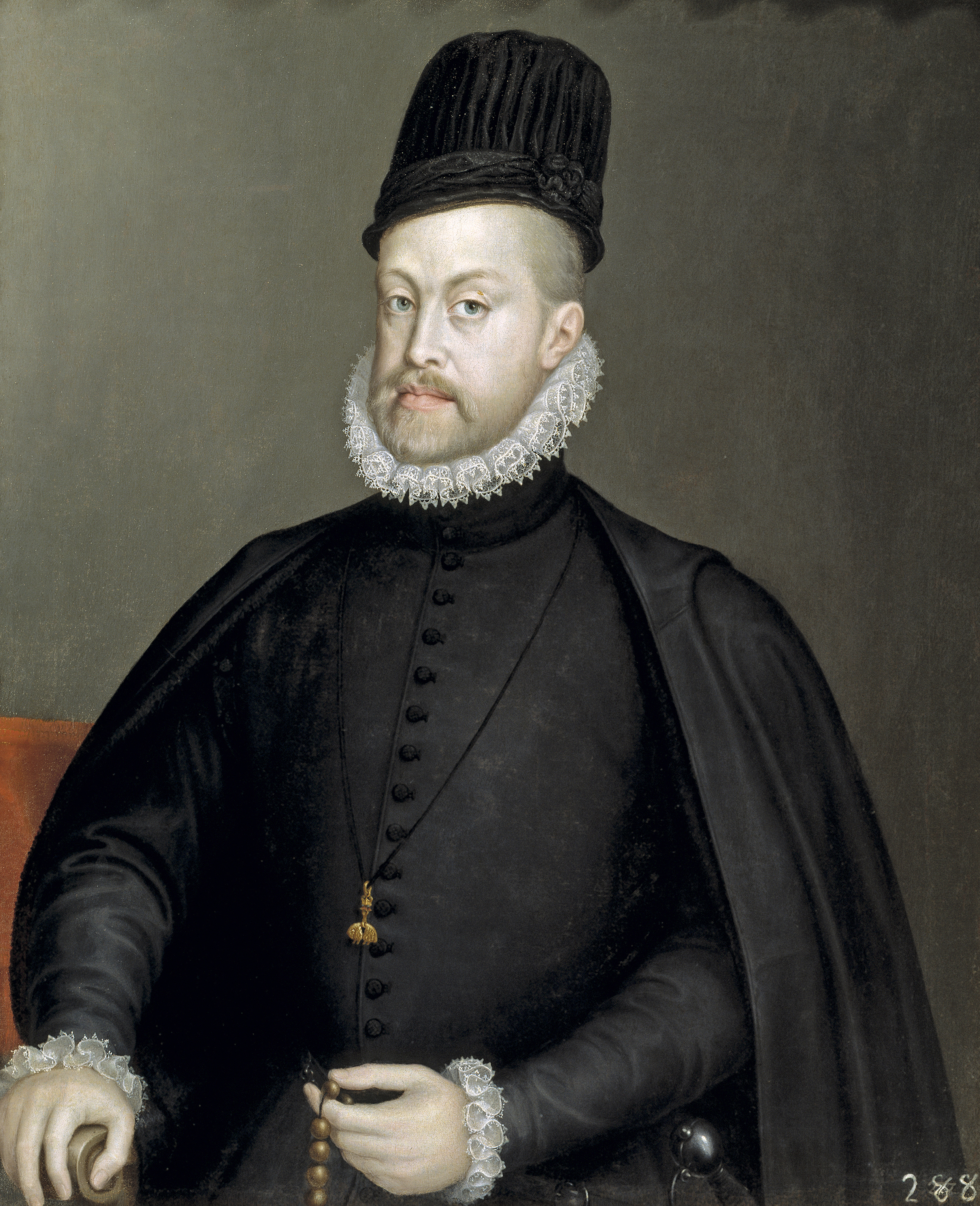
スペイン国王 フェリペ2世

アルマダの海戦（アルマダのかいせん）、アルマダ戦争（アルマダせんそう、英語: Battle of Armada, Armada Wars）は、スペイン無敵艦隊（英語: Spanish Armada、スペイン語: Grande y Felicísima Armada）のイングランド侵攻において、1588年7月から8月（旧暦7月）に英仏海峡で行われた諸海戦の総称である。
広く知られる「無敵艦隊」の名称はスペイン語Armada Invencibleの訳で、スペイン海軍のC・F・ドゥロ大佐が1884年に著した論文の題名が原典とされている。イングランド側視点での歴史書では、“the Invincible Armada”の名称が揶揄的な表現として稀に用いられている。本国スペインにおいては、「最高の祝福を受けた大いなる艦隊」「至福の艦隊」（Grande y Felicísima Armada）と呼ばれていた。中立な視点からは、英語の文脈ではSpanish Armada、the Armadaなどと呼ぶ。
なお、両国での暦が異なるため、記録上の日付も異なっている。日付はスペイン側のグレゴリオ暦とイングランド側の旧暦（ユリウス暦）を併記する。

## 概要
当時、スペインとイングランドとの関係は宗教問題やイングランドのネーデルラントへの介入によって悪化しており、また、イングランド私掠船によるスペイン船や入植地に対する海賊行為もスペイン王フェリペ2世が侵攻を決意した要因のひとつにあげられる。
1588年5月、メディナ・シドニア公率いる約130隻のスペイン無敵艦隊がリスボンを出発した。無敵艦隊は7月末から8月初め（旧暦7月）に行われた一連の海戦のあとのグラヴリンヌ沖海戦でイングランド艦隊に敗北して作戦続行を断念し、北海方向へ退避した。無敵艦隊はスコットランドとアイルランドを迂回して帰国を目指すも、悪天候によって大損害を被ってしまい、結局スペイン本国に帰還できたのは約半数の67隻だった。死傷者は2万におよび、スペイン衰退の予兆となった。ただし、この戦いのあとイングランドは反攻作戦に失敗して戦争の主導権を失い、一方、スペインは艦隊を再建して制海権を守り通しており、戦争は1604年にスペイン側有利で終わっている。イギリス（＝イングランド）が海洋覇権国家となるのにはまだ長い年月を必要とした。

## 背景
スペイン王フェリペ2世は、妻のイングランド女王メアリー1世が1558年に死去するまでイングランドの共同王であった。敬虔なカトリックである彼は、プロテスタントである義妹エリザベス1世を異端者であり、違法なイングランド統治者であるとみなしていた。フェリペはエリザベスを打倒して、カトリックであり、かつイングランド王位継承権者である前スコットランド女王メアリー・スチュアートを王位につけようとする陰謀を支持していたが、メアリーを幽閉していたエリザベスが1587年に彼女を処刑したために阻止されてしまった。
また、スペインが植民地から自国に物資を移送する途中で、幾度となくイングランドの私掠船に襲われたため、フェリペはエリザベスに海賊行為を取り締まるよう申し入れたが、エリザベスは聞き入れるどころか海賊行為に加担していたことも、英西関係を悪化させていた。
加えて、プロテスタント信仰の拡大を策するエリザベスがスペインに敵対するオランダ人の反乱を支援して軍事介入し、1585年以降両国は実質的な戦争状態になっていた。これらの報復のために、フェリペ2世はプロテスタント体制を打倒すべくイングランド侵攻を計画した。そしてこれによって、イングランドによるネーデルラント連邦共和国への支援を終わらせ、新世界のスペイン交易路と入植地への攻撃を断つことができる。フェリペ2世は教皇シクストゥス5世からの支持を受けており、教皇は侵攻を十字軍として扱い、スペイン軍が上陸した際の特別補助金を約束している。 
1583年、サンタ・クルス侯アルバロ・デ・バサン（レパントの海戦の英雄）が艦隊計画を発案した。史料が残っている1586年の計画では船舶796隻を動員し、予算総額は15億2,642万5,898マラベディーにおよび、レパント海戦の予算の実に約7倍となった。あまりの高額であり、代案として艦隊規模を縮小し、上陸部隊はスペイン領ネーデルラント総督パルマ公アレッサンドロ・ファルネーゼの陸軍を活用することになった。

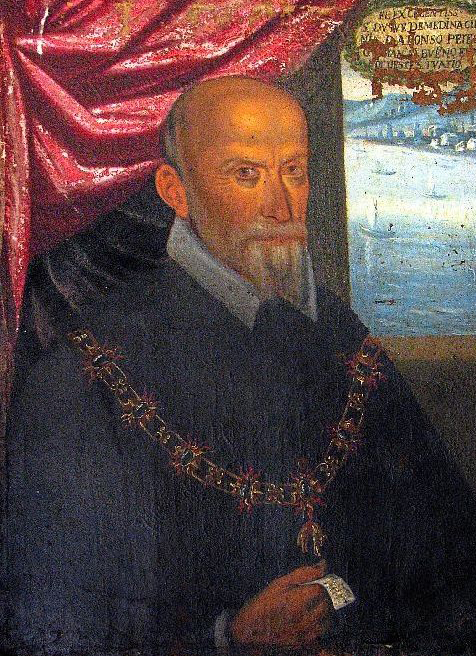
無敵艦隊総司令官メディナ＝シドニア公アロンソ・ペレス・デ・グスマン

1587年4月29日から30日（旧暦4月19日 - 20日）、フランシス・ドレーク率いるイングランド艦隊が準備妨害のためカディス港に来襲し、スペイン船37 - 24隻が破壊または捕獲された。その後、ドレークはポルトガル沿岸部を襲撃して100隻以上を破壊または拿捕し、この際に捕獲した大量の樽材を焼却している。樽材の新規確保が難しかったためスペインは生乾きの粗悪な板を使用することになり、このあとの遠征で飲料水・食料品へ甚大な被害を与えることになる。これにより、艦隊計画を大幅に変更する。（「スペイン王の髭焦がし」事件 (Singeing the King of Spain's Beard) ）
スペイン艦隊は波の穏やかな地中海での戦闘が主で、特にレパントの海戦ではガレー船により華々しい戦果を収めており、帆船への移行がなかなか進まなかった。ドレークのカディス港襲撃の際に新型帆船に対するガレー船の無力さが露呈したこともあり、当初計画のガレー船40隻を4隻へと大幅に減らし、また機動性と攻撃性を重視し、漕ぎ手の上層部に大砲を配置した帆船とガレー船の混合型ガレアス船を導入するが、波の荒い英仏海峡ではかえって安定性を得ることができず、実戦では成功しなかった。
さらにスペイン軍の大砲の数を2倍とし、数発で敵船の動きを止めて従来の接舷斬り込み戦法に持ち込むための、重量の大きい砲弾を放つ、威力は強いが短射程のカノン砲や全カルバリン砲が多用されていた。また、接舷切り込み直前の接近戦で人員殺傷を狙うため、ペリエール砲以下の軽砲が搭載砲約2,500門の3分の2を占めていた。この多数の軽砲を搭載するため、主力戦闘艦であるガレオン船には大規模な船首楼・船尾楼が設置されていたが、トップヘビーで船体を不安定にし、航洋性と備砲の命中率の低下の原因となった。対して、イングランド軍の大砲の95パーセントが、軽量弾を放つ長射程の半カルバリン砲であった。短射程軽砲を積まないのに合わせて大きな船首尾楼は廃止され、航洋性や運動性の優れた低重心設計の船体となっていた。半カルバリン砲が長射程といっても長距離では命中率が低く、命中しても軽量弾では船体に致命傷にはならないため、当初から接近戦を志向したスペイン艦隊の戦術理論の方が先進的との評価もある。スペイン側もこのような両軍の装備の違いを把握しており、フェリペ2世は、イングランド艦隊が長距離砲戦を試みるだろうから、スペイン艦隊は接近して敵艦を鉤綱で拘束して攻撃するよう艦隊出撃前に指示していた。ただ、イングランド側の方が砲甲板の設計や砲員の技量に優れたこともあり、イングランド側が砲戦で終始主導権を握る展開へとつながった。
当初1588年1月出撃の予定だったが、フェリペ2世の病気のため出撃は延期になった。さらに2月9日、艦隊司令官だったサンタ・クルス侯アルバロ・デ・バサンが急逝する。代わりにフェリペ2世はメディナ＝シドニア公アロンソ・ペレス・デ・グスマンを総司令官に任命した。メディナ＝シドニア公は温厚な人物で優れた行政官でもあったが、海戦の経験は皆無だった。当初、彼は就任を固辞して別人を推薦したが、総司令官には高位の名門出身者がふさわしいと考えたフェリペ2世はこれを認めなかった。代わりにフェリペ2世は、有能な海軍軍人であるディエゴ・フローレス・デ・ヴァルデス（es）を補佐役として任命した。

## 無敵艦隊の出撃

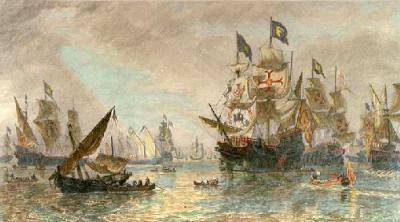
スペイン北西部フェロル港を出港する無敵艦隊

遠征が実行される前に、ローマ教皇シクストゥス5世はフェリペ2世に十字軍税の徴収を許し、彼の兵士たちに贖宥状を与えた。無敵艦隊の旗への祝福は、1571年のレパントの海戦での儀式と同様の方法で執り行われた。
1588年5月9日（旧暦4月29日）、無敵艦隊はリスボン港（ポルトガルはスペインに併合されていた）を出港して英仏海峡へ向かった。艦隊は船130隻、水夫8,000人、兵士1万8,000人からなり、真鍮砲1,500門、鉄製砲（iron guns）1,000門を装備していた。全艦隊が出港するのに2日を要している。艦隊は正規の軍艦を28隻含んでいた（ガレオン船20隻、ガレー船4隻、ナポリ製ガレアス船4隻）。そのほかの大型船のほとんどは武装キャラック船とハルク船で、さらに小型船34隻が随伴していた。スペイン領ネーデルラントでは兵3万が無敵艦隊の到着を待ち、ロンドン近くの地域に兵を上陸させる艀を軍艦が護衛する計画になっていた。この作戦には合計5万5,000人の兵士が動員されており、これは当時においては膨大な規模の軍隊だった。
迎え撃つイングランド艦隊は、王室所属船34隻（1,100トンのトライアンフ号が最大で、19隻が100 - 300トンのガレオン船）と臨時にかき集めた163隻の武装商船（30隻が砲42門の200 - 400トンで、そのうちの12隻がチャールズ・ハワード・エフィンガム卿、ジョン・ホーキンス、フランシス・ドレーク所有の私掠船 ）で編成されていた。

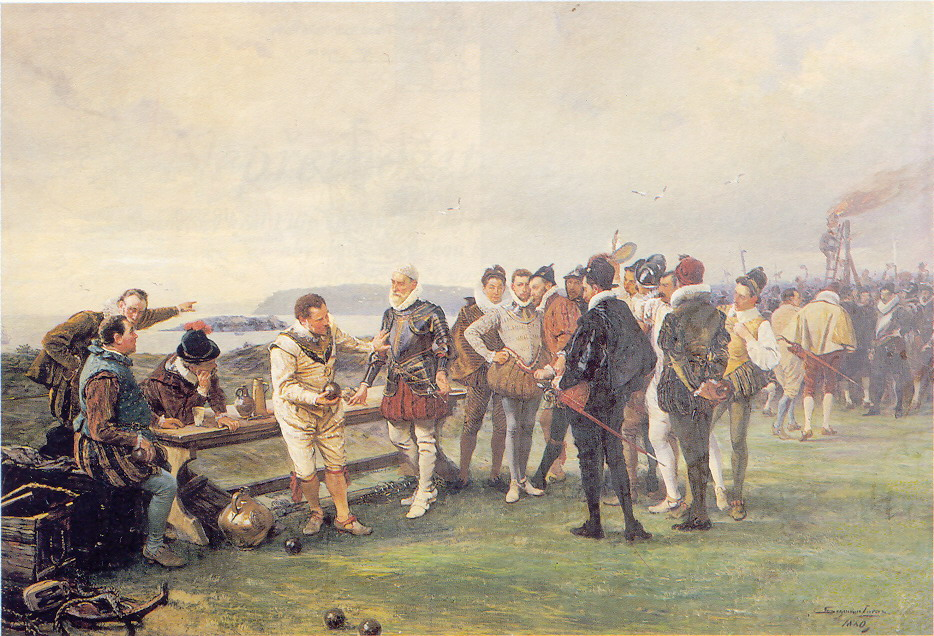
無敵艦隊を目にしつつ会合を持つ総司令官ハワードと副司令官ドレーク。1880年ごろの作品

無敵艦隊が出帆した日、エリザベスの駐ネーデルラント大使バレンタイン・デール (en) がパルマ公の代理人たちと会見して和平交渉を行い、一方でドレークら軍人たちは無敵艦隊に対する先制攻撃を計画し、ビスケー湾まで南下したが、強い南風を受けて引き返している。
7月26日（旧暦7月16日）に交渉は打ち切られ、エリザベスの艦隊はプリマスで迎撃準備に入り（補給は不足していたが）、スペイン軍の動向の知らせを待った。イングランド艦隊は200隻対130隻と数では勝っていたが、スペイン軍はイングランド軍に砲数で勝り、その火力は50パーセント以上高かった。ただ、スペイン艦の火砲の3分の2は人員殺傷用の短射程小型砲で、中型砲以上の火砲数では逆にイングランド側が2倍の優勢だった。

無敵艦隊の航海は悪天候のために遅れ、ガレー船4隻とガレオン船1隻が艦隊から脱落しており、コーンウォールのセント・マイケル山から視認されたのは7月29日（旧暦7月19日）のことだった。この知らせは南部海岸沿いに構築された狼煙連絡網 (en) によってロンドンへ伝えられた。その夕刻、プリマス港のイングランド艦隊は上げ潮に囚われていた。スペイン軍は作戦会議 (en) を開き、防御側の船は錨を降ろして無力化しており、潮に乗じて港を襲撃して、ここからイングランド本土を攻撃することが提案された。しかしメディナ＝シドニア公は、そのような攻撃はフェリペ2世から明白に禁止されていると却下し、東方へ進みワイト島へ行くことを選んだ。それからほどなく、チャールズ・ハワード・エフィンガム卿を司令官、ドレークを副司令官 (en) とする55隻のイングランド艦隊が、無敵艦隊と対するべくプリマス港を出港した。ハワードはドレークの戦闘経験を認めて権限の一部を譲っており、ジョン・ホーキンスが後衛司令官 (en) となった。

## 英仏海峡での諸海戦

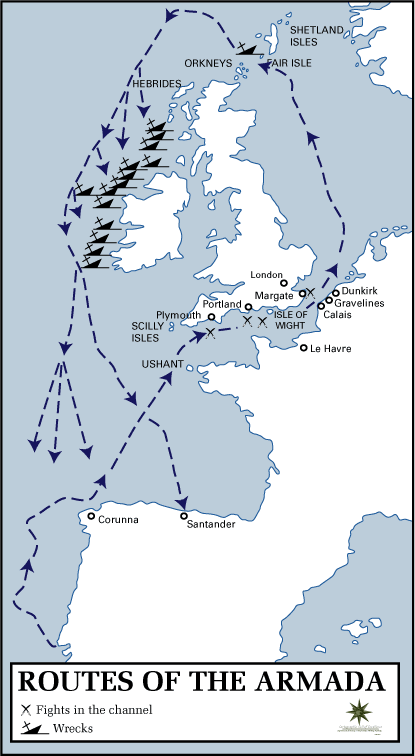
無敵艦隊の進路

### 前哨戦

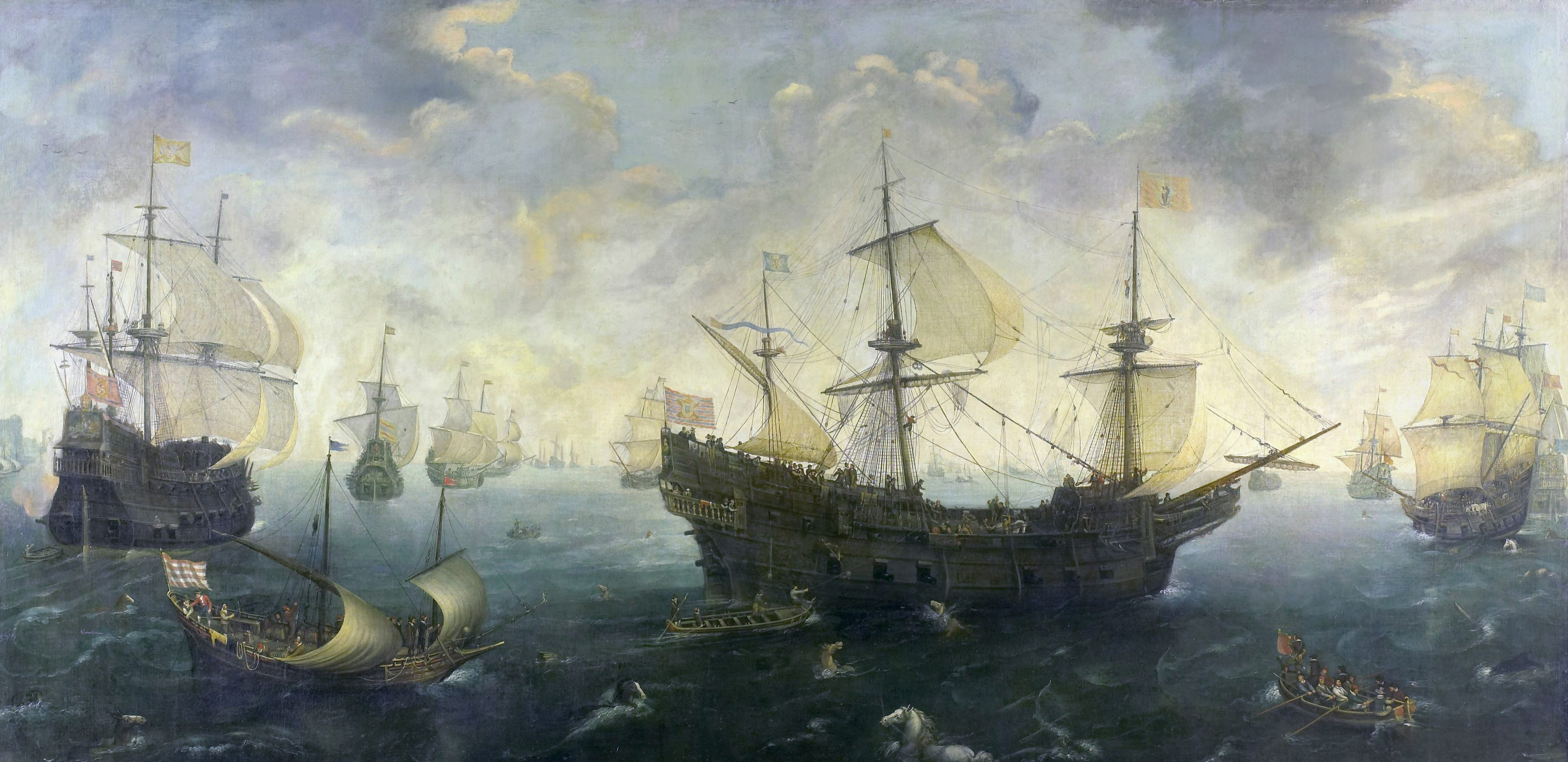
イングランド沿岸を航行する無敵艦隊

7月31日（旧暦7月21日）の夜、イングランド艦隊は攻撃を実行するために無敵艦隊の風上に針路を変えて、有利な位置を占めた。夜明けとともにイングランド艦隊が無敵艦隊の右翼後方から接近し、砲撃を加えた。その後、イングランド艦隊は左翼後方のビスケー湾船隊へ攻撃を加えた。船隊司令リカルデ提督（es）の乗艦サン・ファン号（San Juan）とエル・グラングリン号（El Gran Grin）の2隻がイングランド艦隊の攻撃の矢面に立たされた。2時間ほどの双方決定的な打撃を与えられない砲撃の応酬ののちに、メディナ＝シドニア公の援軍が駆けつけたためハワードは後退を命じた。（プリマス沖海戦）
戦闘後、スペインのガレオン船サン・サルバドル号（San Salvador）が爆発事故を起こして炎上し、続いてアンダルシア船隊司令ペドロ・デ・ヴァルデスの乗艦ヌエストラ・セニヨーラ・デル・ロサリオ号（Nuestra Senora del Rosario）が衝突事故を起こして行動不能に陥り、救出はかなわず、メディナ＝シドニア公はやむなく両船を遺棄した。サン・サルバドル号は主計総監と金庫を載せた会計艦であったため、その放棄はスペイン側の士気を甚だしく低下させた。
その日の夜、イングランド艦隊は敵を追尾すべく出港した。ドレークがランタンを灯してイングランド艦隊を導いていたが、正体不明の船影を見た彼が、突然明かりを消して抜け出す事件が起こった。このため、取り残された艦隊は散り散りになり、夜明けまで混乱状態に陥ってしまった。イングランド艦隊が再集結するまでに丸1日を要している。一方、艦隊を抜け出したドレークは漂流していたロサリオ号と遭遇し、ヴァルデス提督を降伏させ、船を拿捕している。ドレークをライバル視するマーティン・フロビッシャーは、艦隊全体を危険に陥らせた明らかな軍紀違反行為を非難したが、多くの船乗りたちはドレークを賞賛した。また、サン・サルバドル号もイングランドに拿捕されている。
それから、イングランド船は優勢な速度と機動性を生かし、丸1日かけてスペイン船に追いつくべく帆走した。8月2日（旧暦7月23日）、イングランド艦隊は逆風にもかかわらず果敢に攻撃を敢行した。ハワードの本隊と無敵艦隊が激しい砲撃を交わすなか、北方へ突出したフロビッシャーの船隊と聖ヨハネ騎士団の騎士ウーゴ・デ・モンカーダ率いるガレアス船隊とが交戦し、フロビッシャーは巧みな操船でガレアス船を翻弄して大損害を与え、ガレアス船は帆船に敵わないことを証明した。ハワードは苦戦したが、午後になって風向きが有利に変わるのを待っていたドレークが参戦し、イングランド艦隊は逆襲に転じた。激しい砲撃が交わされたがスペイン船の砲撃は届かず、イングランド船の長射程だが軽量のカルバリン砲は有効な打撃を与えることができなかった。（ポートランド沖海戦）
東に移動した無敵艦隊は、ソレント海峡の保護水域のワイト島において一時的な基地を構築する機会を得て、パルマ公の軍隊からの知らせを待った。8月5日（旧暦7月25日）、イングランド艦隊はフロビッシャー、ハワード、ホーキンスそしてドレークの4つの集団に分かれて、全面的な攻撃を仕掛けた。戦いはポートランド沖と類似した経緯をたどり、まずフロビッシャー、ハワードが敵と砲撃を交わし、ホーキンスとドレークは風向きが有利になるのを待ってから側面攻撃を仕掛けている。メディナ＝シドニア公は潮流に流されて砂州へ追いこまれるのを避けるべく、外洋に出るよう命じた。この戦いでもポートランド沖海戦と同様、双方沈んだ船はなく、スペイン側の砲撃は届かず、イングランド側の打撃力が不足していることが明らかになった。ワイト島から退避した無敵艦隊の近くに安全な港はなく、パルマ公の軍隊の準備に関わりなくカレーへ向かうことを強いられた。（ワイト島沖海戦）

### カレー沖海戦

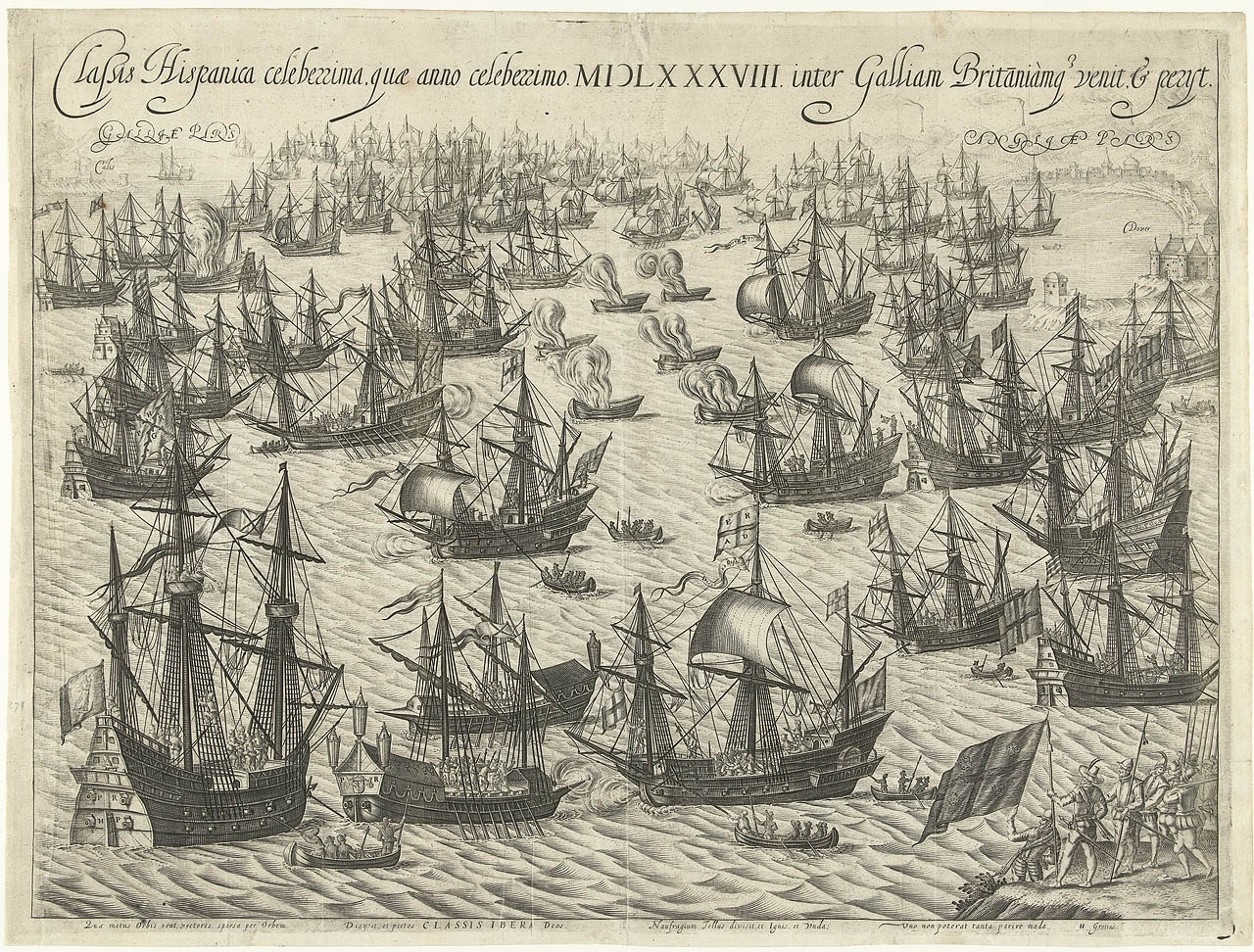
『スペイン無敵艦隊の終焉』中央に火船攻撃が描かれている。

8月7日（旧暦7月28日）、無敵艦隊は密集態勢の半月陣形でカレー沖に投錨し、そこから遠くはないダンケルクにはパルマ公の陸軍がフランドル諸港から集められた艀の船団を用意して、艦隊に合流すべく待機しているはずだった。連絡は予想していたよりもはるかに困難であり、ここに至ってメディナ＝シドニア公は陸軍は未だに準備がまったくできていないと知らされ、投錨して艦隊を待機させざるをえなかった。
一方、ダンケルクはオランダ人反乱軍のユスティヌス・ファン・ナッサウ (en) 提督率いる30隻の快速船 (en) によって海上封鎖されていた。艦隊の備蓄は減っており、メディナ＝シドニア公はパルマ公へ弾薬と食料の補給のために軽量の快速船（petaches）を送るよう要請したが、パルマ公はこの要請に応えることができなかった。パルマ公はこの作戦において消極的な態度が目立っており、当初からイングランド上陸は不可能だと考え、作戦を中止させるために意図的にサボタージュを行っていたとする見方もある。
ダンケルク近くは浅瀬が多いため先に進めず（これは遠征のおもな障害であるとすでに認識されていた）、夜が更けるとスペイン人たちは自らの脆弱さに気付かされる。メディナ＝シドニア公は、スペイン艦隊が風下側に停泊していることから、火船攻撃を受ける危険があると考えた。そこで、小型船やボートを前列に並べて阻止線を築くとともに、各艦に錨を捨てての緊急出港に備えるよう命じた。
8月7日（旧暦7月28日）深夜、イングランド艦隊は150 - 200トン級軍艦に樹脂や硫黄、火薬そしてタールを満載した火船8隻を風下に位置し、密接して投錨している無敵艦隊へ向けて送り込んだ。スペイン人はこれらの異常に大きな火船はアントウェルペン包囲 (en) の際にオランダ人が使用し、破壊的な効果をもたらした大量の火薬を満載した特殊な火船「鉛の機械」（マクィナス・デ・ミナス） (en) であると信じて恐怖した。2隻は途中で捕らえられて曳航されたが、残りは艦隊に突っ込んだ。メディナ＝シドニア公の旗艦とおもな軍艦は位置を保ったが、残りの船は錨を切って混乱しつつ分散してしまった。ナポリ船隊司令ウーゴ・デ・モンカーダの乗るガレアス船サンロレンソ（San Lorenzo）は混乱の中で事故を起こして行動不能に陥り、カレーに座礁してしまい、ハワードのアークロイヤル号 (en) がこれを攻撃して乗組員および漕ぎ手奴隷との死闘の後に捕獲され、その残骸は最終的にイングランドとフランスが入手した。
炎上したスペイン船はなかったが、半月陣形は崩され、そこへイングランド艦隊が戦闘を仕掛けるべく迫っていた。メディナ＝シドニア公は号砲を鳴らさせてスペイン艦隊にカレーへの再集結を命じたが、多くの艦は錨をすべて失っており停止することができず、海岸線に沿って北東へ流されていくばかりだった。メディナ＝シドニア公は、やむなく旗艦サン・マルチーニョ号（São Martinho）を発進させて部下の艦を追い、もっと先で艦隊を再編成することにした。

### グラヴリンヌ沖海戦

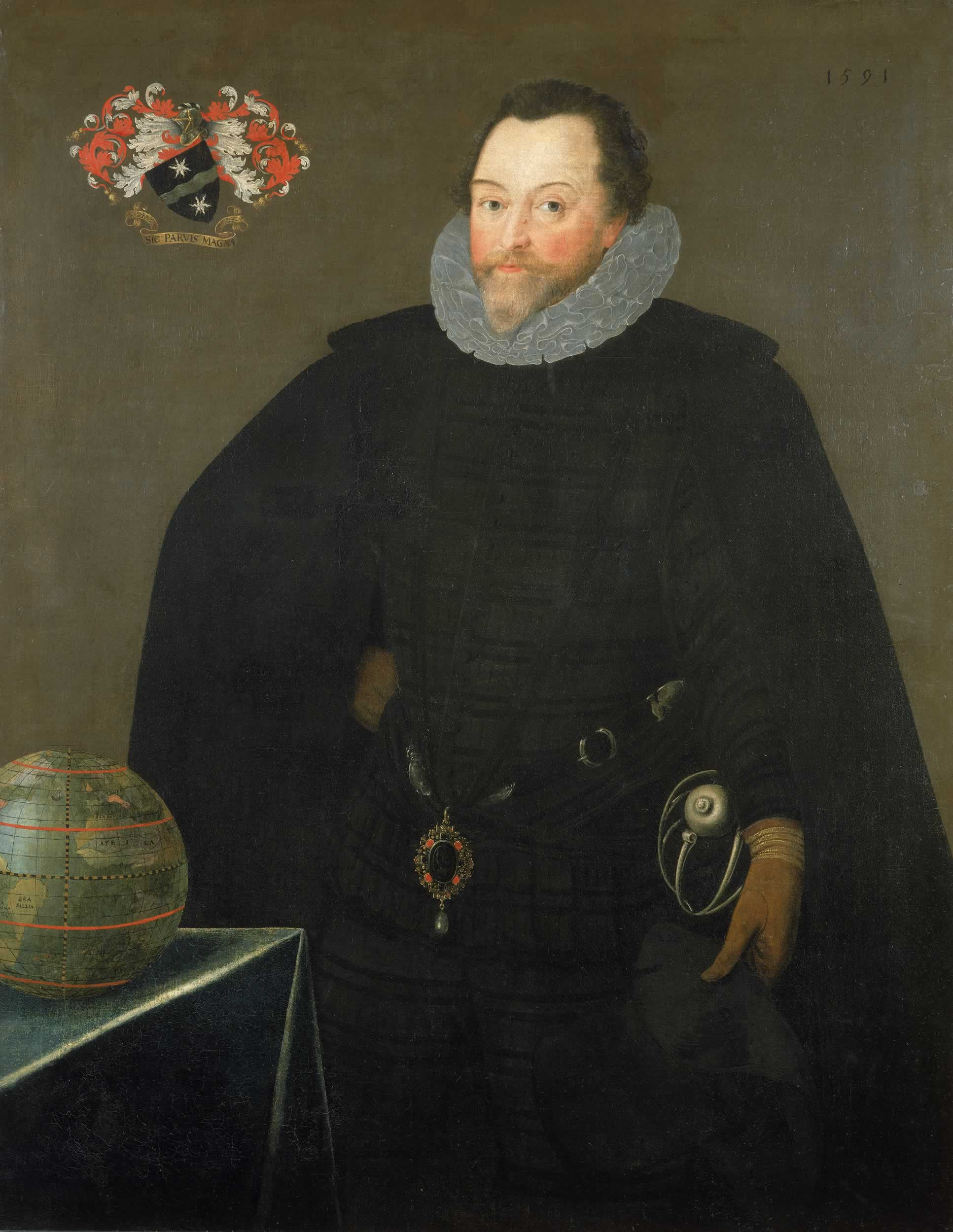
フランシス・ドレーク1591年

当時のグラヴリンヌ (en) はスペイン領ネーデルラントに属するフランドルの一部であり、フランス国境に近く、イングランドにもっとも近いスペイン領であった。メディナ＝シドニア公はここで艦隊の再編を図り、これまで不手際を繰り返してきた彼だが、勇敢にも旗艦サン・マルチーニョ号をもって敵に立ち塞がる。メディナ・シドニア公は、旗艦サン・マルチーニョ号を艦隊最後尾に置いて部下を援護させ、その間にリカルデ提督のサンタ・アナ号を中心に艦隊を再編しようと試みた。
英仏海峡での小競り合いによって、イングランド人は無敵艦隊の戦力と弱点を学び、スペイン船のオーク材の船体を貫通するには近距離に近づく必要があると結論づけていた。一方、スペイン軍の大砲は狭い配置間隔と甲板に収容できる砲弾に限りがあるため容易に再装填ができず、このことをドレークは捕獲したスペイン船ロザリオを調査した際に知った。無敵艦隊は水兵の倍の歩兵を乗船させており、移乗攻撃で勝敗を決しようとするスペインの戦法が彼らの弱点となった。この戦法はレパントの海戦や1582年のポンタ・デルガダの海戦 (en) では有効だったが、イングランド人は敵の戦力を知り、距離を取って白兵戦を避ける戦法をとっていた。
サン・マルチーニョ号には、まずドレークの船隊が攻撃したが、理由は不明ながら短い砲戦を交わしただけで彼は針路を変えて去り、代わってフロービシャーの船隊が無敵艦隊の旗艦に襲いかかった。サン・マルチーニョ号は集中砲火を浴びて大きく損傷するが、やがてほかのスペイン船も救援に駆けつけて無敵艦隊は陣形を再編しつつ戦闘に入る。

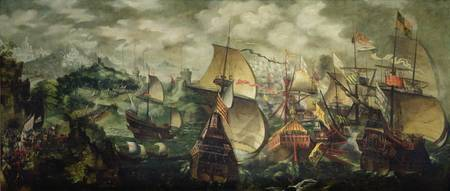
グラヴリンヌ沖海戦。ニコラス・ヒリアード画

イングランド艦隊は優勢な機動性を用いて、無敵艦隊に射程距離外から発砲させて砲弾を消費させ、スペイン船の砲弾が尽きたところでイングランド艦隊は接近して繰り返し発砲して、敵船に損害を与えた。また、これによって彼らは風上を維持することができ、傾いた無敵艦隊の船体は喫水線下を敵の攻撃にさらすことになった。午後4時ごろに無敵艦隊の陣形は崩れ始めてフランドル方面へ敗走したが、午後6時ごろに激しい土砂降りの嵐となり、イングランド艦隊は攻撃を取り止めざるを得なかった。
スペインのガレオン船サン・マテオ号（San Mateo）とサン・フェリペ号（San Felipe）は沈みかけた状態で漂流し、浜に座礁してオランダ人に捕獲された。ガレアス戦隊旗艦のサン・ロレンソ号も座礁して拿捕され、戦隊司令官のモンカーダ提督は戦死した。さらにキャラック船1隻がブランケンベルヘ近郊に座礁している。その他のスペイン船の多くもひどく損害を受けており、特に戦闘のはじめにイングランド船の集団からの激しい攻撃の矢面に立ったサン・マルチーニョ号をはじめとするスペインとポルトガルのアトランティック級ガレオン船の損傷は激しかった。一連の海戦によるスペイン船の損失は史料によって異動があり確定的でないが、9 - 11隻程度が喪失したと考えられる。砲戦でスペイン艦3隻が沈没、2隻が航行不能の大損害を受けたとする説もあり、事実であれば当時の低威力の艦砲によるものとしては大きな成果といえる。

パルマ公の陸軍と合流する計画は挫かれ、イングランド人は休息する余裕を得た。しかし、無敵艦隊の存在は依然としてイングランドにとっての大きな脅威であった。

## ティルベリー演説
グラヴリンヌ沖海戦の翌日、風は南西方向へ向きを変え、メディナ＝シドニア公は艦隊をフランス沿岸部から動かすことができた。イングランド艦隊は弾薬がほとんど尽きていたにもかかわらず、艦隊が再びパルマ公の護衛任務に戻ることを阻止すべく追撃した。8月12日（旧暦8月2日）、ハワードはスコットランドのフォース湾で追撃中止を命じた。この時点で、スペイン兵は疲労と渇きに苦しめられており、メディナ＝シドニア公にはスペイン本国へ帰還する針路をとる以外の選択肢はなくなっており、それは非常に危険な航路だった。

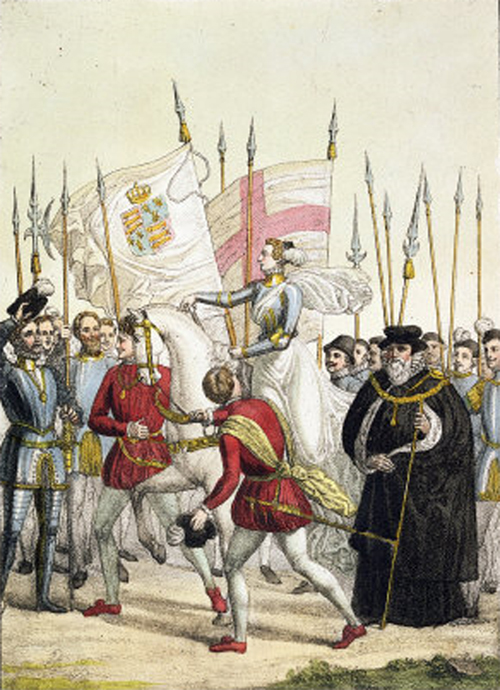
ティルベリーで兵士に向けて演説するエリザベス1世

イングランド人は依然としてネーデルラントからの侵略の脅威を軽視しておらず、レスター伯ロバート・ダドリーは敵がテムズ川河口 (en) から遡上してロンドンへ攻め込まぬようエセックス州ウェスト・ティルベリー (en) を兵4,000で守っていた。
8月18日（旧暦8月8日）、エリザベス1世は兵を鼓舞すべくティルベリーへ赴き、翌日、もっとも有名になる演説を行った。

## スペインへの帰還
1588年8月下旬から9月、無敵艦隊は大西洋のスコットランド、アイルランド周辺海域に入った。船は長い航海による損耗を見せ始めており、何隻かは太綱で船体を束ねていた。食料と水は不足しており、軍馬は海に投げ込まれた。艦隊はスコットランドとアイルランドの西側の比較的安全な外洋の航海を意図し、この判断自体は正しかったが、多くの船が艦隊に追従できずに脱落してしまった。また、リカルデ提督をはじめとする一部の船が、水と食料の不足を理由にカトリックの多いアイルランドへ向かっている。
一般的なイメージとは異なり、実際には帰路の航海中は嵐も少なくメディナ＝シドニア公のサン・マルチーニョ号以下本隊は比較的順調に帰国できたが、分離してアイルランドへ向かった集団や脱落した船には悲惨な運命が待っていた。無敵艦隊の航海士たちはアイルランド周辺の海岸線についてまったく無知であり、多くの船がここで難破して沈没し、上陸した乗組員たちも土着民やイングランド兵によって虐殺された。
溺死や餓死、そして虐殺された犠牲者は戦闘によるものよりもはるかに多く、スペイン無敵艦隊の半数だけがスペインに帰還できた。無敵艦隊のアイルランド沖航海はスペイン水兵への残虐行為やサバイバルの記録に溢れている。一部の生き残りはアイルランド人に匿われたが、わずかな数のスペイン人が生き残ってアイルランド反乱軍に身を投じ、本国に帰還できた者はさらに少なかった。
9月22日（旧暦9月12日）にサン・マルチーニョ号がスペイン北部サンタデル港に帰還し、ほかの船も数日のうちに到着した。最終的に67隻と約1万人が生き残ったが、帰還船の半数は再使用不能な状態で、入港した途端に沈み始めた船まであった。食料と水が尽きた船に閉じ込められていたため、乗組員の多くが病気によって瀕死の状態だった。帰還兵の多くがスペイン本土や港湾に停泊した病院船の中で病死している。遠征の結果を聞かされたフェリペ2世は「私は艦隊を人間に対して送ったのであり、神の風や波浪に対してではない」と語ったと伝えられる。ひどく失望してはいたが彼はメディナ＝シドニア公を許し、領地へ帰した。高位指揮官ではペドロ・デ・ヴァルデスは捕虜になり、モンカーダは戦死し、副司令官リカルデとオケンドは帰国後ほどなく病死した。参謀本部長ディエゴ・フローレス・デ・ヴァルデスは生還できたが罪に問われ投獄されている。

## 戦後

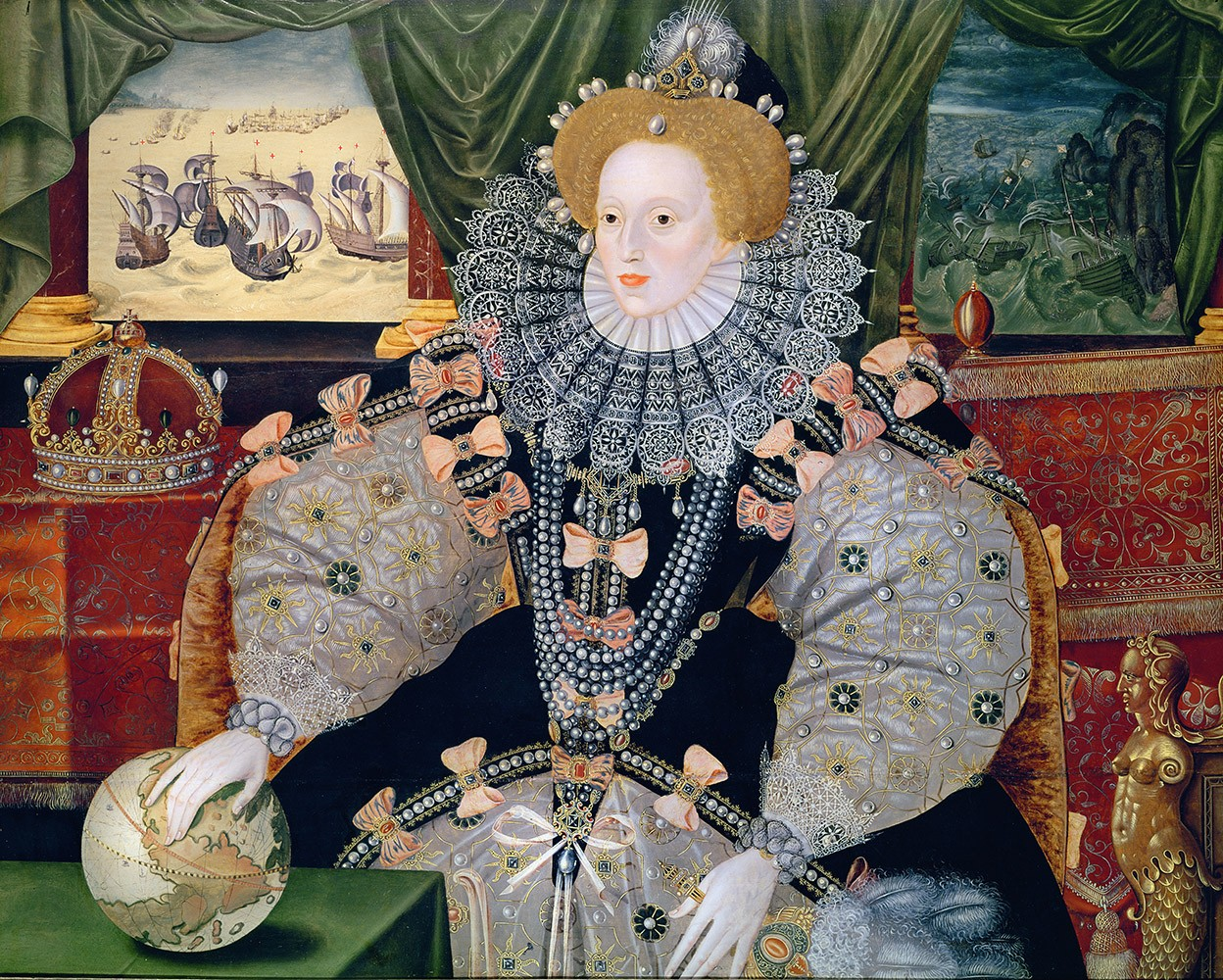
アルマダの海戦時のエリザベス1世の肖像画

イングランドの損害は死者50から100、負傷者400に留まり、沈没した船はなかったが、イングランド艦隊はグラヴリンヌ沖海戦で無敵艦隊の再集結を阻止しえなかったので、なお艦隊に兵を配置し続ける必要があった。このため、艦隊に疫病が発生し、チフスや赤痢、飢餓によって数千人の水夫や兵士が死亡している。政府の資金不足により、彼らは給与を支払われることなく解隊されており、ハワードが戦利品や私財を使って乗組員を救済したが到底足りず、イングランドの守護者たちが無給のまま何か月も放置されたことで、士気を低下させる論争が引き起こされた。これはスペイン政府が艦隊の生き残りに援助を与えたこととは対照的であった。
この海戦の結果は、それまでは衝角突撃や接舷斬り込み戦闘の補助でしかなかった砲手の地位の向上という、海上戦闘上の変革を明示している。グラヴリンヌ沖海戦は一部の軍事史家から、両国の海軍技術や兵装の差などといった海軍バランスのイングランドへの移行を反映していると考えられており、これは次の世紀まで続いた。歴史学者ジェフリー・パーカーは、「1588年におけるエリザベス海軍の主力艦は、全世界でもっとも強力な艦隊を構成していた」と語っている。しかし、アルマダの戦いでの敗北以降、スペイン海軍もまた大規模な組織改革に着手しており、次の世紀においても本国海域や外洋航路の支配を維持し続けた。
イングランドでは数年にわたり国威が高揚し、エリザベス伝説は彼女の死後も長く生き残り、そして成長した。スペイン海軍の撃退はヨーロッパ中のプロテスタントに勇気を与え、神がプロテスタント信仰を加護しているという信念は記念メダルに刻印された「神は風を起こし、そして彼らは追い散らされた」（He blew with His winds, and they were scattered）という文言によく現れている。そのほかにもユリウス・カエサルの言葉「来た、見た、勝った」（Veni, vidi, vici）をもじった「彼は来た、彼は見た、彼は逃げた」（Venit, Vidit, Fugit）を刻印した、より陽気なメダルもある。
しかし、イングランドの優位は翌1589年に実行されたポルトガルおよびアゾレス諸島遠征の失敗によって失われてしまった。ノリス＝ドレークの遠征またはイングランド無敵艦隊 (English Armada) と呼ばれる遠征は、ポルトガル人との連携に失敗して多大な損害を出して帰還している。
スペインは艦隊を再建し、1596年以降にイングランド攻撃を目指す4回の無敵艦隊を編成した。1596年10月に派遣された2回目の無敵艦隊は約100隻、1万2,000人の陣容でアイルランドを目指したが、悪天候によって75隻3,000人を喪失して失敗した。1597年10月に派遣された112隻からなる第3回無敵艦隊は、敵に気付かれずにイングランド本土に迫ったが、またも嵐に巻き込まれて頓挫している。1599年に編成された第4回無敵艦隊は、出港直前に作戦を変更してオランダ艦隊を迎撃すべくアゾレス諸島へ向かった。最後の第5回無敵艦隊は、1601年春にアイルランドの反乱軍を支援すべく派遣され、アイルランドに兵3,000を上陸させることに成功したが、その後の陸戦に敗れて撤退している。
外洋での海賊行為やネーデルラントやフランスでのフェリペ2世の敵への増援は続けられたが、イングランドにはごくわずかの実質的な見返りしかもたらさなかった。英西戦争は膠着状態に陥り、フェリペ2世とエリザベス1世の没後の1604年にスペイン側に有利な内容のロンドン条約 (en) が締結されて終結した。
スペインはその後もしばらく欧州およびアメリカ大陸での覇権国家であり続けており、イギリスがこれに代わる強力な海軍を擁する海洋覇権国家になるにはなお長い歳月が必要であった。
その後もスペイン海軍は、泊地に停泊しているところを襲撃されて大混乱のうちに大打撃を受けるというカレー沖海戦のパターンを何度も繰り返している。

## 参戦船舶一覧

### イングランドおよびネーデルラント連合共和国
- イングランド艦隊
  - 総司令官：チャールズ・ハワード・エフィンガム卿
    - 副司令官：フランシス・ドレーク卿

  - 艦船：197隻[97]
  - 乗組員：1万5,925人[97]
- ネーデルラント連合共和国艦隊
  - 指揮官：ユスティヌス・ファン・ナッサ (en) 提督
  - フランドル沿岸の海上封鎖にあたった船：快速船 (en) 30隻

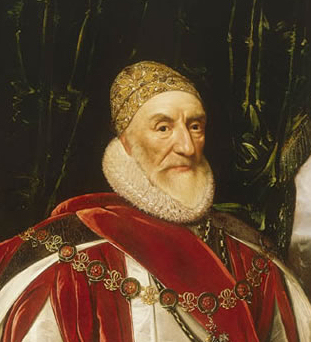
総司令官チャールズ・ハワード提督
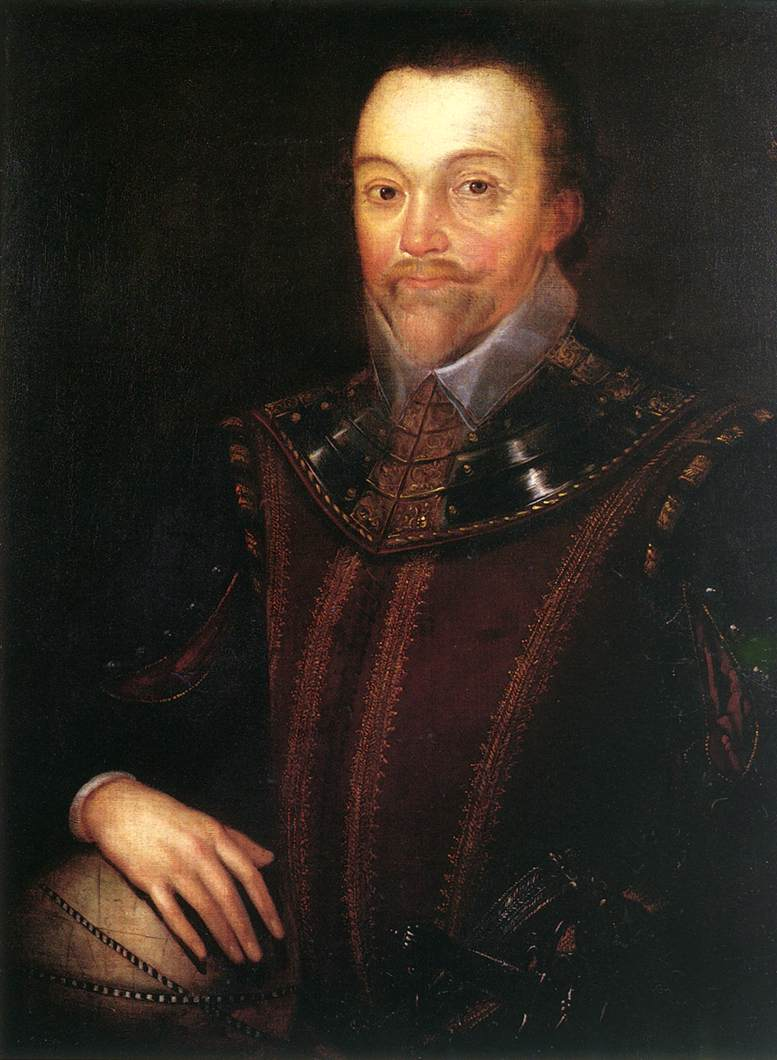
副司令官フランシス・ドレーク
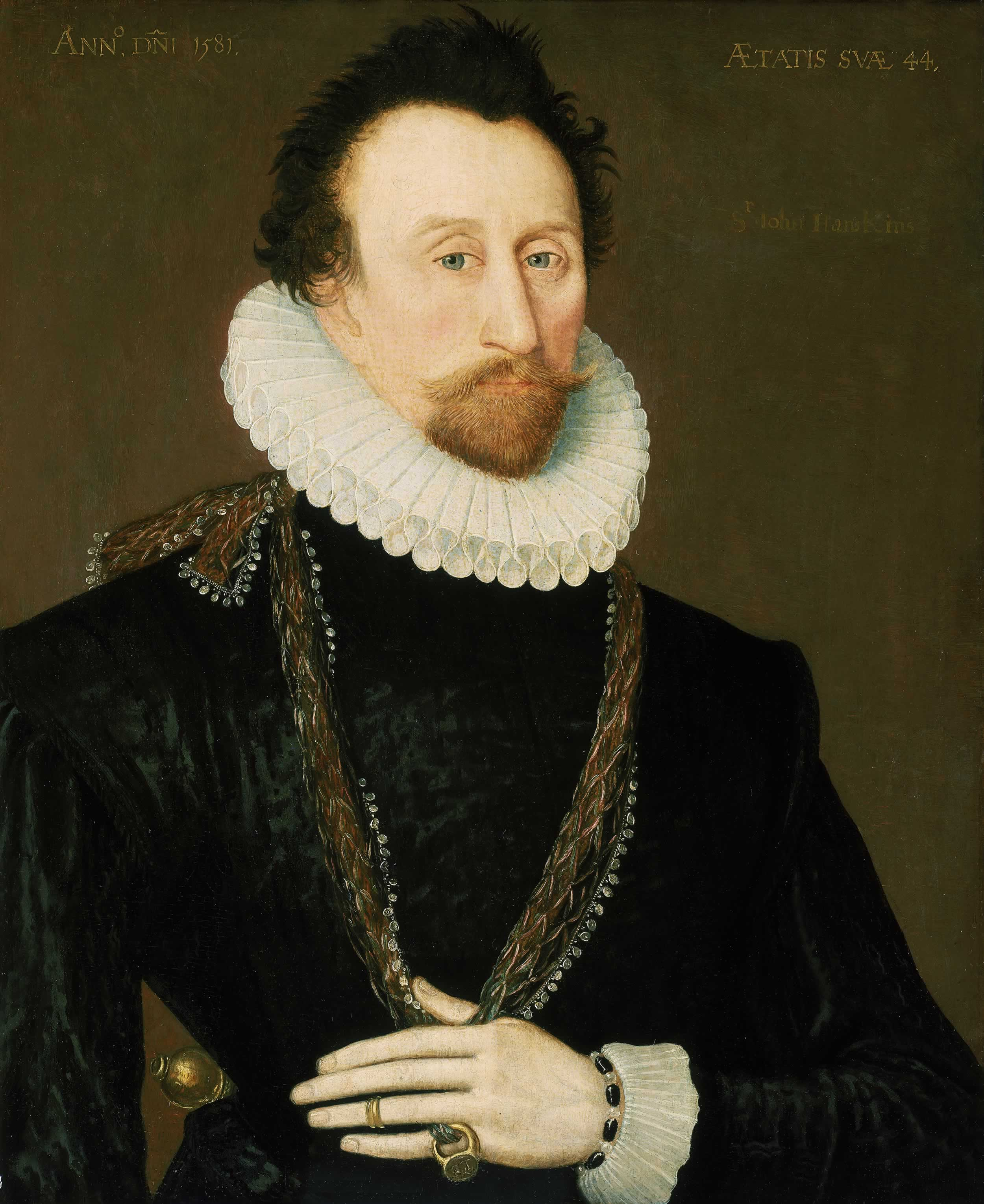
分艦隊司令官ジョン・ホーキンス
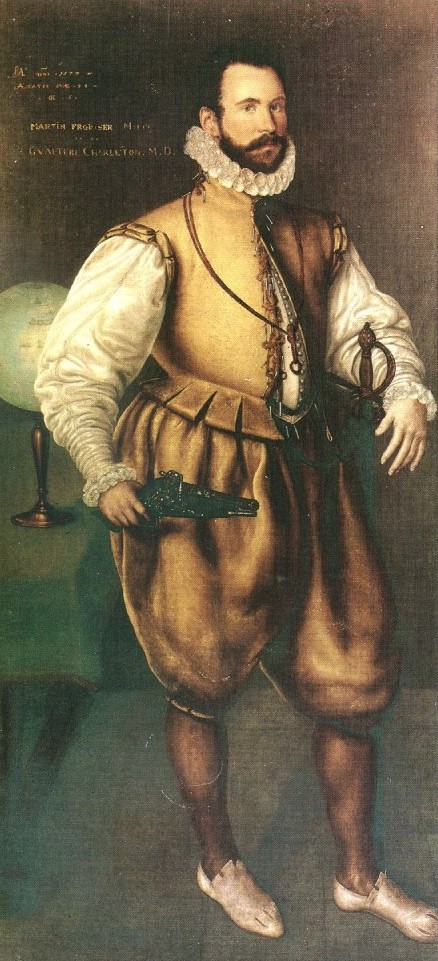
分艦隊司令官マーティン・フロビッシャー (en)
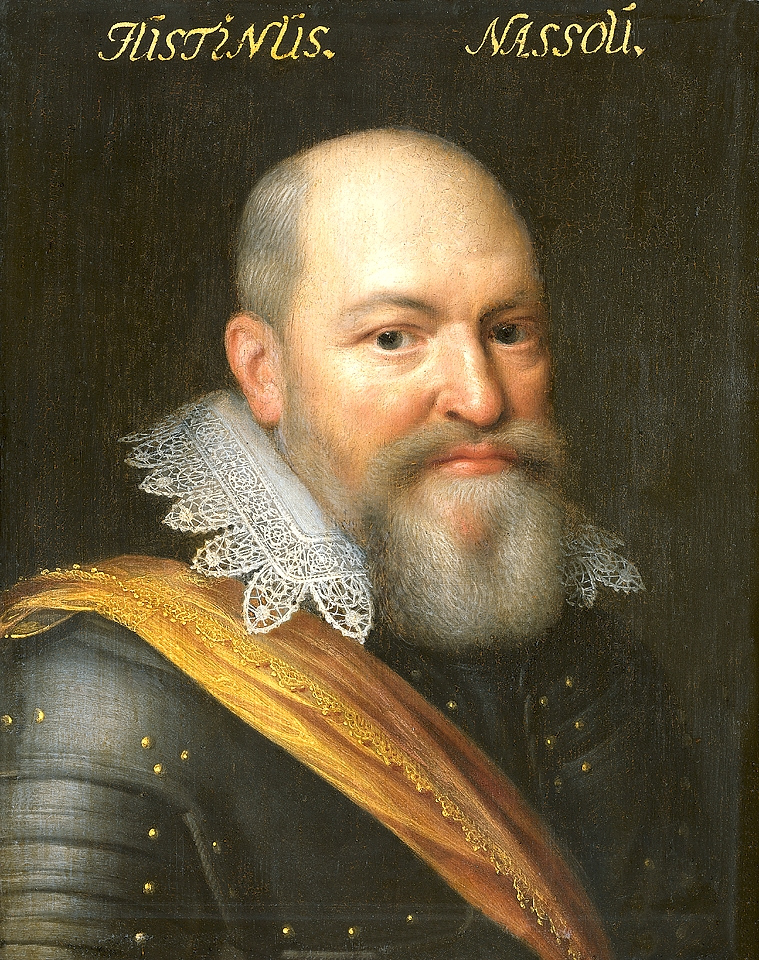
ネーデルラント艦隊指揮官ユスティヌス・ファン・ナッサ

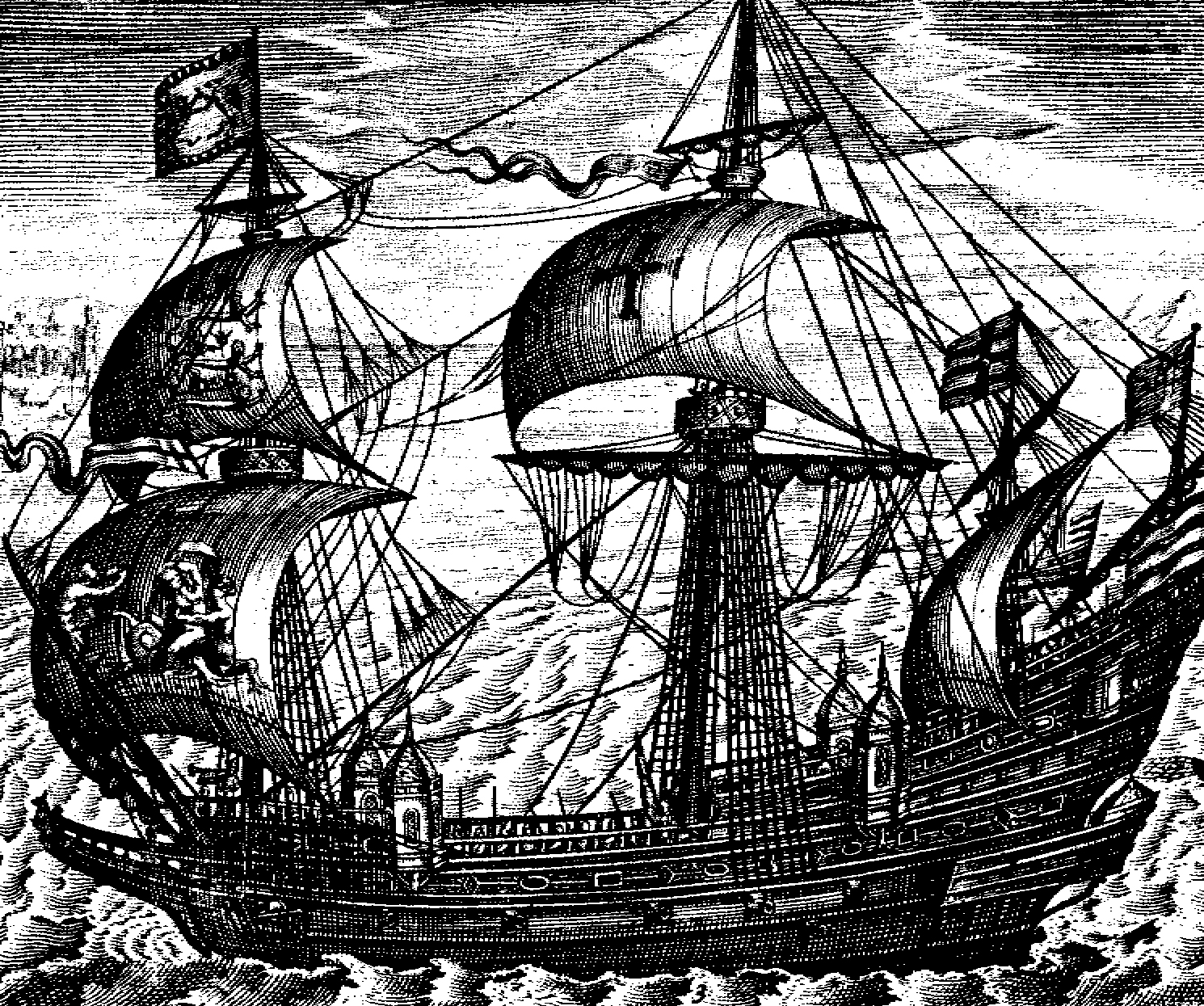
総司令官チャールズ・ハワード提督乗艦。アークロイヤル号

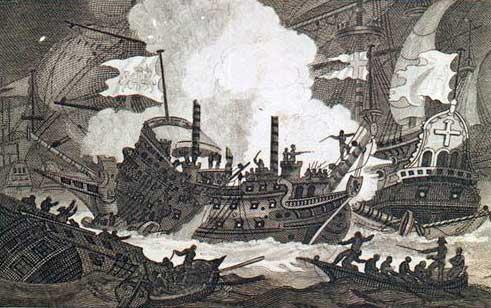
副司令官フランシス・ドレーク乗艦リベンジ号

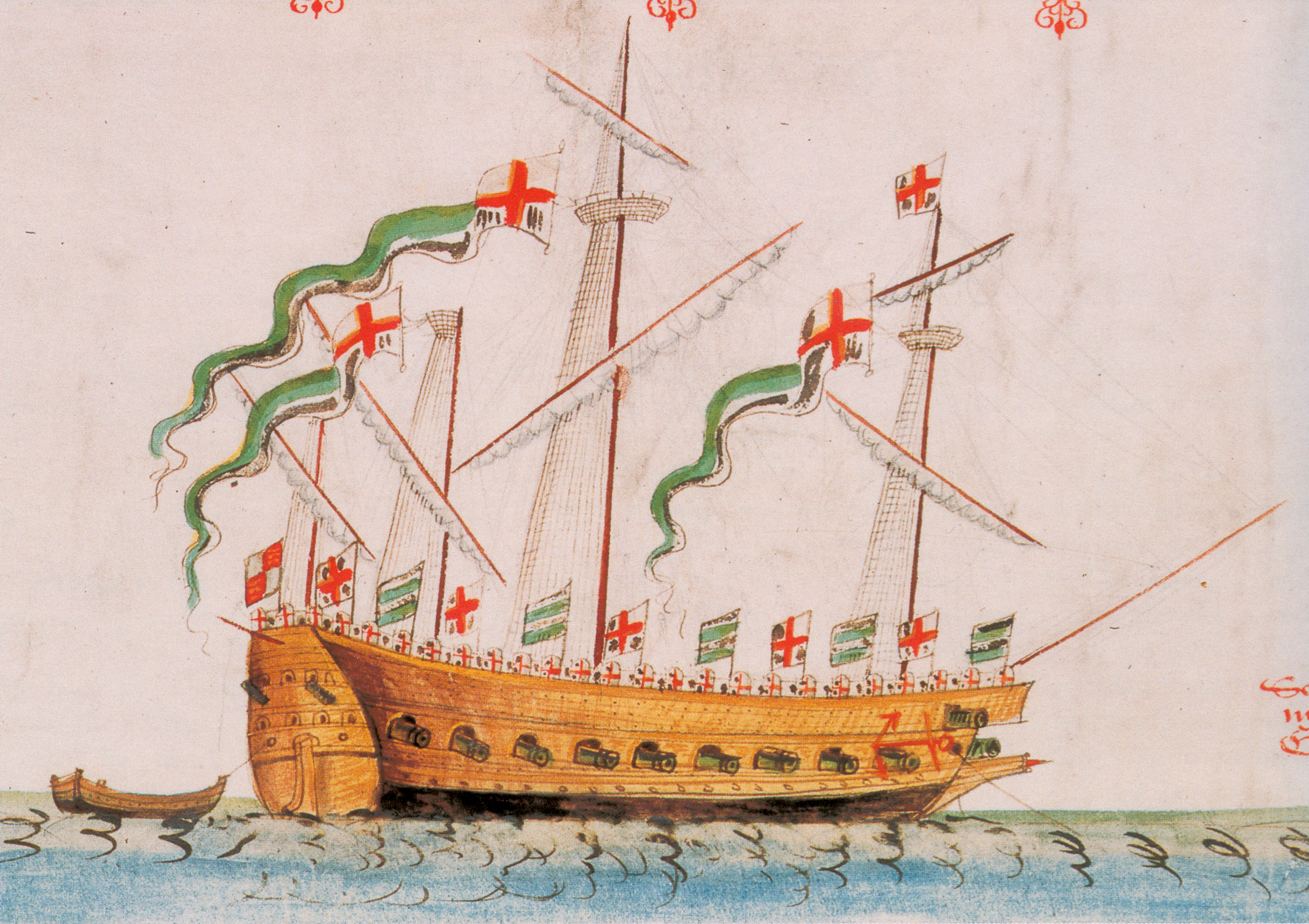
ガレオン船アンテロープ号

| 船名                                              | 船長                            | トン数 | 砲数 | 船種           |
| ------------------------------------------------- | ------------------------------- | ------ | ---- | -------------- |
| アークロイヤル（Ark Royal）                       | チャールズ・ハワード提督 (en)   | 800    | 50   | ガレオン船     |
| エリザベスボナベンチャー（Elizabeth Bonaventure） | ジョージ・クリフォード          | 600    | ?    | ガレオン船     |
| レインボー（Rainbow）                             | ヘンリー・シーモア卿 (en)       | 500    | ?    | ガレオン船     |
| ゴールデンライオン（Golden Lion）                 | トマス・ハワード卿              | 500    | 28   | ガレオン船     |
| ホワイトベアー（White Bear）                      | アレクサンダー・ギブソン        | 500    | ?    | ガレオン船     |
| ヴァンガード（Vanguard）                          | ウィリアム・ウィンター          | 500    | ?    | ガレオン船     |
| リベンジ（Revenge）                               | フランシス・ドレーク卿          | 500    | 32   | ガレオン船     |
| エリザベス（Elizabeth）                           | ロバート・サウスウェル          | 900    | 41   | ガレオン船     |
| ビクトリー（Victory）                             | ジョン・ホーキンス提督          | 600    | 32   | ガレオン船     |
| アンテロープ（Antelope）                          | ヘンリー・パーマー              | 400    | 18   | ガレオン船     |
| トライアンフ（Triumph）                           | マーティン・フロビッシャー (en) | 1100   | 44   | ガレオン船     |
| ドレッドノート（Dreadnought）                     | ジョージ・ビーストン            | 400    | 22   | ガレオン船     |
| メアリー・ローズ（Mary Rose）                     | エドワード・フェントン (en)     | 600    | 28   | ガレオン船     |
| ノンパーエイル（Nonpareil）                       | トマス・フェナー                | 500    | 29   | ガレオン船     |
| ホープ（Hope）                                    | ロバート・クロース              | 600    | 26   | ガレオン船     |
| ガレー・ボナボリア（Galley Bonavolia）            |                                 | ?      | ?    | ガレオン船     |
| スウィフトシュア（Swiftsure）                     | エドワード・フェナー            | 400    | 22   | ガレオン船     |
| スワロー（Swallow）                               | リチャード・ホーキンス (en)     | 360    | 16   | ガレオン船     |
| ラーク（Larke）                                   | アーサー・チチェスター (en)     | ?      | ?    |                |
| フォーサイト（Foresight）                         | クリストファー・ベイカー        | 300    | 24   | ガレオン船     |
| エイド（Aid）                                     | ウィリアム・フェナー            | 250    | 12   | 小型ガレオン船 |
| ブル（Bull）                                      | ジェレミー・ターナー            | 200    | 16   | 小型ガレオン船 |
| タイガー（Tiger）                                 | ジョン・ボストック              | 200    | 18   | 小型ガレオン船 |
| トラモンターナ（Tramontana）                      | ルカ・ワード                    | 150    | ?    | 小型ガレオン船 |
| スカウト（Scout）                                 | ヘンリー・アシュリー            | 120    | 10   | 小型ガレオン船 |
| アチェイツ（Achates）                             | グレゴリー・リッグス            | 100    | 6    | 小型ガレオン船 |
| ジョージ（George）                                | リチャード・ホッジス            | 100    | ?    | 小型ガレオン船 |
| チャールズ（Charles）                             | ジョン・ロバーツ                | 70     | ?    | 小型帆船       |
| マーリン（Merlin）                                | ウォルター・ガワー              | 20     | ?    | 小型帆船       |
| スパイ（Spy）                                     | アンブローズ・ワード            | 50     | ?    | 小型帆船       |
| サン（Sun）                                       | リチャード・バックリー          | 40     | ?    | 小型帆船       |
| シグニット（Cygnet）                              | ジョン・シェリフ                | 30     | ?    | 小型帆船       |
| ブリガンディーン（Brigandine）                    | トマス・スコット                | 90     | ?    | 小型帆船       |

- 臨時召集船
  - 武装商船34隻
  - 平底荷船33隻
  - 沿岸航路船23隻

8月7 - 8日の火船攻撃に使用された船:
- バーク・タルボット（Bark Talbot）
- ホープ（Hope）
- トマス（Thomas）
- バーク・ボンド（Bark Bond）
- ベアー・ヨンジ（Bear Yonge）
- エリザベス（Elizabeth）
- パステル（Pastel）
- 病院船（Cure's Ship.）

### スペイン無敵艦隊

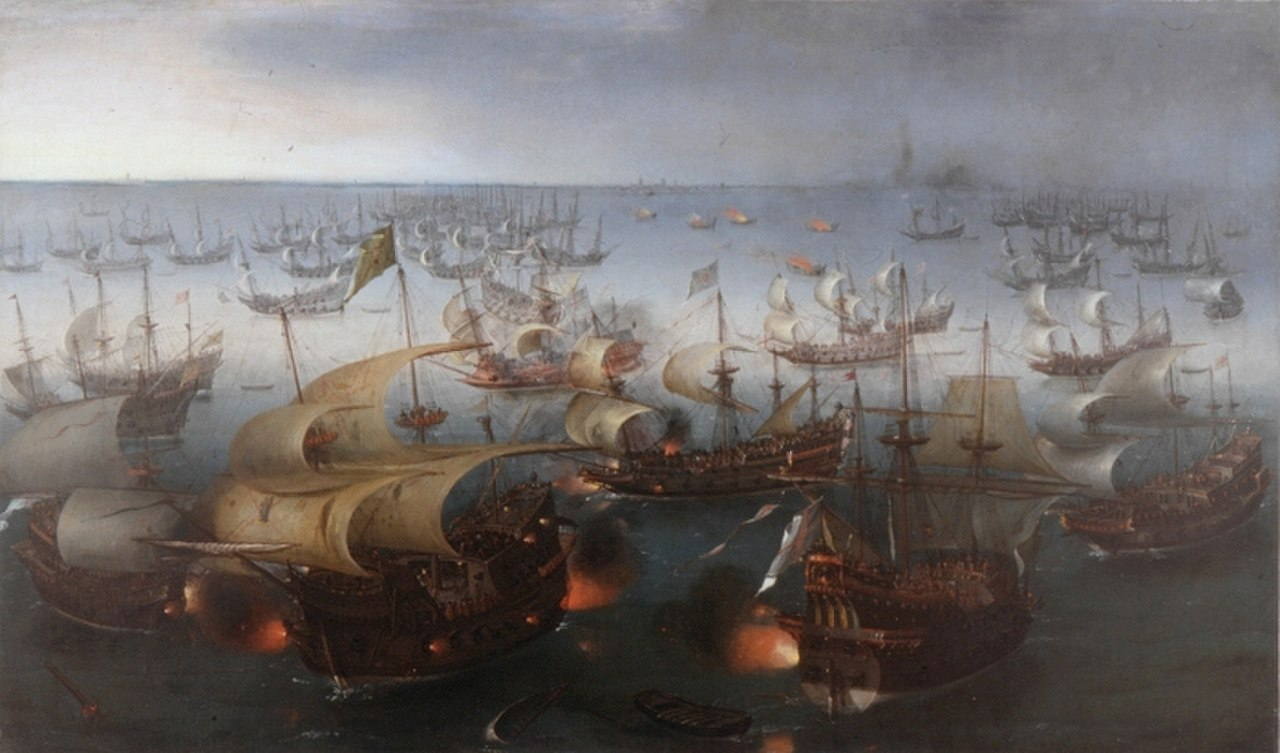
イングランド艦隊と交戦するスペイン艦隊旗艦サン・マルチーニョ号。ヘンドリック・コルネーリス・ヴルーム画

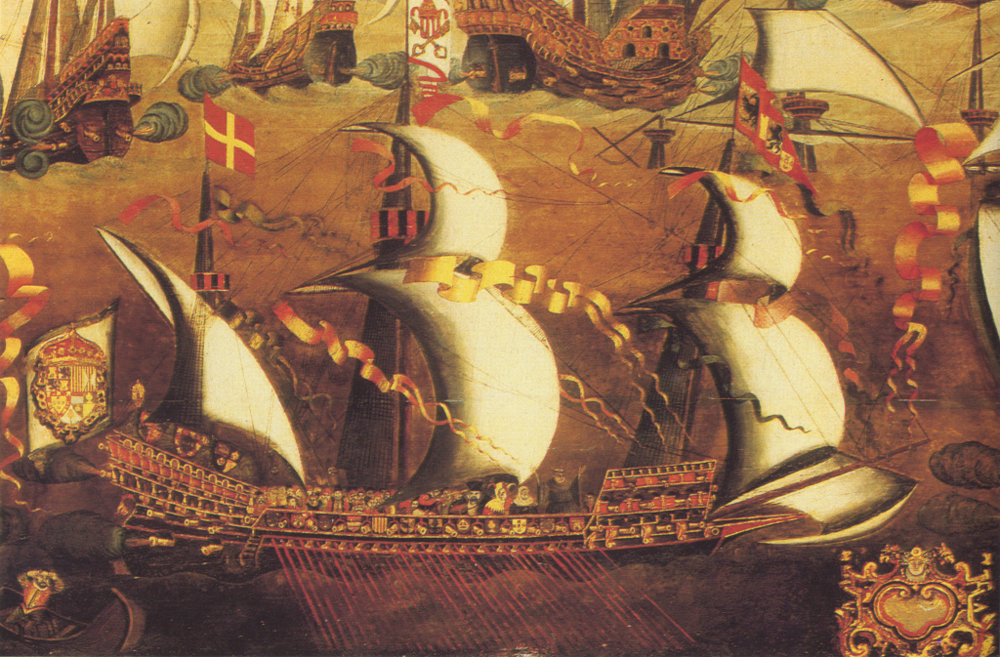
無敵艦隊のガレアス船
帆船とガレー船との折衷的な船でナポリ船隊の4隻が参加していた。

- 総司令官：メディナ＝シドニア公アロンソ・ペレス・デ・グスマン
  - 参謀本部長：ディエゴ・フローレス・デ・ヴァルデス(es)[98]
  - 副司令官：ファン・マルティネス・デ・リカルデ(es)[99]
- 艦船：130隻[5]
- 砲数：2,431門[5]
- 乗組員：2万9,295人（兵士、水夫、漕ぎ手）[5]

| 船名                                    | トン数 | 砲数 | 備考 |
| --------------------------------------- | ------ | ---- | --- |
| サン・マルチーニョ（São Martinho）      | 1000   | 48   | 船隊旗艦 |
| サン・ジュァン（São João）              | 1050   | 50   | 船隊副提督艦 |
| サン・マルコス（São Marcos）            | 790    | 33   | 船長ロペス・デ・メンドーサ： 9月10日、アイルランド沖で座礁                                                                            |
| サン・フェリーペ（São Filipe）          | 800    | 40   | 船長フランシスコ・デ・トレド (en) ： 8月8日、ニーウポールトとオーステンデの間で放棄。8月9日、哨戒中のネーデルラント連合に捕獲される。 |
| サン・ルイス（São Luís）                | 830    | 38   | 船長アグスティン・メキシア |
| サン・マテウス（São Mateus）            | 750    | 34   | 船長ディエゴ・ピメンテル: ニーウポールトとオーストエンデの間で座礁。8月9日、哨戒中のネーデルラント連合に捕獲される。                  |
| サンティアーゴ（Santiago）              | 520    | 24   | |
| サン・フランシスコ（San Francesco）     | 961    | 52   | 船長ニッコロ・バルトリ: フィレンツェ共和国のガレオン船でポルトガル船隊に編入された。                                                  |
| サン・クリストーヴォン（São Cristóvão） | 352    | 20   | |
| サン・ベルナルド（São Bernardo）        | 352    | 21   | |
| アウグスタ（Augusta）                   | 166    | 13   | |
| ジューリア（Júlia）                     | 166    | 14   | |

| 船名                                                                  | トン数 | 砲数 | 備考         |
| --------------------------------------------------------------------- | ------ | ---- | ------------ |
| サン・クリストーバル（San Cristóbal）                                 | 700    | 36   | 船隊旗艦     |
| サン・フアン・バウティスタ（San Juan Bautista）                       | 750    | 24   | 船隊副提督艦 |
| サン・ペドロ（San Pedro）                                             | 650    | 24   |              |
| サン・ファン（San Juan）                                              | 530    | 24   |              |
| サンティアーゴ・エル・マヨール（Santiago el Mayor）                   | 530    | 24   |              |
| サン・フェリペ・イ・サンティアーゴ （San Felipe y Santiago）          | 530    | 24   |              |
| ラ・アスンション（La Asunción）                                       | 530    | 24   |              |
| ヌエストラ・セニヨーラ・デ・パリオ （Nuestra Señora del Barrio）      | 530    | 24   |              |
| サン・リンダ・イ・セレドン（San Linda y Celedón）                     | 530    | 24   |              |
| サンタ・アナ（Santa Ana）                                             | 250    | 24   |              |
| ヌエストラ・セニヨーラ・デ・ベゴーニヤ （Nuestra Señora de Begoña）   | 530    | 24   |              |
| ラ・トリニダ・ボヒタール（La Trinidad Bogitar）                       | 872    | 24   |              |
| サンタ・カタリーナ（Santa Catalina）                                  | 882    | 24   |              |
| サン・フアン・バウティスタ（San Juan Bautista）                       | 700    | 24   |              |
| ヌエストラ・セニヨーラ・デル・ロサリオ （Nuestra Señora del Rosario） | 75     | 24   |              |
| サン・アントーニオ・デ・パドゥア （San Antonio de Padua）             | 75     | 12   |              |

| 船名                                                                            | トン数 | 砲数 | 備考                                                       |
| ------------------------------------------------------------------------------- | ------ | ---- | ---------------------------------------------------------- |
| サンタ・アナ（Santa Ana）                                                       | 768    | 30   | 船隊旗艦                                                   |
| エル・グラン・グリン（El Gran Grin）                                            | 1160   | 28   | 船隊副提督艦： 9月24日、アイルランドのクレア島 (en) に座礁 |
| サンティアーゴ（Santiago）                                                      | 666    | 25   |                                                            |
| ラ・コンセプション・デ・スベルス （La Concepción de Zubelzu）                   | 486    | 16   |                                                            |
| ラ・コンセプション・デ・フアン・デル・カーノ （La Concepción de Juan del Cano） | 418    | 18   |                                                            |
| ラ・マグダレーナ（La Magdalena）                                                | 530    | 18   |                                                            |
| サン・ファン（San Juan）                                                        | 350    | 21   |                                                            |
| ラ・マリーア・ファン（La María Juan）                                           | 665    | 24   | 8月8日、グラヴリンヌ北方で沈没                             |
| ラ・マヌエーラ（La Manuela）                                                    | 520    | 12   |                                                            |
| サンタ・マリーア・デ・モンテマヨール （Santa María de Montemayor）              | 707    | 18   |                                                            |
| マリーア・デ・アギーレ（María de Aguirre）                                      | 70     | 6    |                                                            |
| イザベラ（Isabela）                                                             | 71     | 10   |                                                            |
| パターチェ・デ・ミゲル・スソ （Patache de Miguel de Suso）                      | 36     | 6    |                                                            |
| サン・エステバン（San Esteban）                                                 | 96     | 6    |                                                            |

| 船名                                                                                      | トン数 | 砲数 | 備考                      |
| ----------------------------------------------------------------------------------------- | ------ | ---- | ------------------------- |
| サンタ・アナ（Santa Ana）                                                                 | 1200   | 47   | 船隊旗艦                  |
| サン・サルバドール（San Salvador）                                                        | 958    | 25   | 7月31日爆発、8月1日捕獲。 |
| サンタ・マリーア・デ・ラ・ロサ （Santa Maria de la Rosa）                                 | 945    | 26   |                           |
| サン・エステバン（San Esteban）                                                           | 736    | 26   |                           |
| サンタ・クルス（Santa Cruz）                                                              | 680    | 16   |                           |
| サンタ・マルタ（Santa Marta）                                                             | 548    | 20   |                           |
| サンタ・バルバラ（Santa Barbara）                                                         | 525    | 12   |                           |
| ドンセーリャ（Doncella）                                                                  | 500    | 16   |                           |
| サン・ブエナベントゥーラ（San Buenaventura）                                              | 379    | 21   |                           |
| ラ・マリーア・サン・フアン（La Maria San Juan）                                           | 291    | 12   |                           |
| パクタス・サン・ベルナーベ（Paxat San Bernabe）                                           | 69     | 9    |                           |
| パクタス・ラ・アスンション（Paxat la Asuncion）                                           | 60     | 9    |                           |
| ピナーサ・ヌエストラ・セニヨーラ・デ・グアダルーペ （Pinaza Nuestra Senora de Guadalupe） | ?      | ?    |                           |
| ピナーサ・マグダレーナ （Pinaza Magdalena）                                               | ?      | ?    |                           |

| 船名                                                                  | トン数 | 砲数 | 備考                  |
| --------------------------------------------------------------------- | ------ | ---- | --------------------- |
| ヌエストラ・セニヨーラ・デル・ロサリオ （Nuestra Senora del Rosario） | 1150   | 46   | 船隊旗艦 8月1日捕獲。 |
| サン・バルトロメ（San Barolome）                                      | 976    | 27   |                       |
| サン・フランシスコ（San Francisco）                                   | 915    | 21   |                       |
| ドゥケーサ・サンタ・アナ（Duquesa Santa Ana）                         | 900    | 23   |                       |
| ラ・コンセプション（La Concepcion）                                   | 862    | 20   |                       |
| サン・フアン・バウティスタ（San Juan Bautista）                       | 810    | 31   |                       |
| サンタ・カタリーナ（Santa Catalina）                                  | 730    | 23   |                       |
| サンタ・マリーア・デ・フンカル （Santa Maria de Juncal）              | 730    | 20   |                       |
| ラ・トリニダ（La Trinidad）                                           | 650    | 13   |                       |
| サン・ファン・デ・ガルガリン（San Juan de Gargarin）                  | 569    | 16   |                       |
| エスピリトゥ・サント。（Espiritu Santo.）                             | ?      | ?    |                       |

| 船名                                                                          | トン数 | 砲数 | 備考     |
| ----------------------------------------------------------------------------- | ------ | ---- | -------- |
| ラ・レガツォーナ（La Regazona）                                               | 1249   | 30   | 船隊旗艦 |
| ラ・トリニダ・バレンセーラ （La Trinidad Valencera）                          | 1100   | 42   |          |
| ラ・トリニダ・デ・スカラ （La Trinidad de Scala）                             | 900    | 22   |          |
| ラ・ジュリアーナ（La Juliana）                                                | 86     | 32   |          |
| ラ・ラータ・サンタ・マリア・エンコロナーダ （La Rata Santa Maria Encoronada） | 834    | 26   |          |
| サン・ニコラス・プロダネーリ（San Nicolas Prodaneli）                         | 820    | 35   |          |
| サン・ファン・デ・シチリア（San Juan de Sicila）                              | 80     | 26   |          |
| ラ・ラビア（La Lavia）                                                        | 728    | 25   |          |
| ラ・アヌンシアーダ（La Anunciada）                                            | 703    | 24   |          |
| サンタ・マリーア・デ・ビソン（Santa Maria de Vison）                          | 666    | 18   |          |

| 船名                          | トン数 | 砲数 | 備考                               |
| ----------------------------- | ------ | ---- | ---------------------------------- |
| サン・ロレンソ（San Lorenzo） | ?      | 50   | 船隊旗艦                           |
| スニガ（Zúñiga）              | ?      | 50   |                                    |
| ラ・ジローナ（La Girona）     | ?      | 50   | アイルランド北部アントリムで座礁。 |
| ナポリターナ（Napolitana）    | ?      | 50   |                                    |

| 船名                   | トン数 | 砲数 | 備考 |
| ---------------------- | ------ | ---- | ---- |
| カピターナ（Capitana） | ?      | 5    |      |
| プリンセサ（Princesa） | ?      | 5    |      |
| ディアナ（Diana）      | ?      | 5    |      |
| バザーナ（Bazana）     | ?      | 5    |      |

- 輸送船団

指揮官：ファン・ロペス・デ・メディナ:23隻
- 小型船船団

指揮官：アントーニオ・ウルタード・デ・メンドーサ (en) :小型帆船22隻
※スペイン船のトン数はスペイン式計算によるもので、イングランド式計算よりも25％以上小さい。

## 備考

### 比喩としての「Armada」
「Armada」の本来の意味は上記のスペイン艦隊であるが、転じて大艦隊の威容をあらわす比喩的な名称となった。比較的近年のものとしては、ハレー彗星の1986年地球接近を観測した多数の探査機「ハレー艦隊」は横文字圏では「Halley Armada」と呼ばれている。他にも、フィクション中の艦隊（例えばSFや架空戦記の艦隊など）にも用いられることがある。また、長い間無敗を続けていた1998 FIFAワールドカップ・ヨーロッパ予選をはじめとするサッカースペイン代表の通称として日本のサッカー雑誌や関連本が用いている。
テニスの俗語では「スペイン無敵艦隊」はラファエル・ナダル、フェルナンド・ベルダスコ、フェリシアーノ・ロペス、ダビド・フェレール、トミー・ロブレド、ニコラス・アルマグロ、フェリックス・マンティーリャ、アルベルト・ポルタス (en) 、フアン・カルロス・フェレーロ、カルロス・モヤなど高ランクのスペイン人選手の集団を言い表す際に用いられる。これはまたデビスカップチームのニックネームとしても使われる。しかしながら、アルマダ海戦の顛末から、多分に揶揄の意味を含んで使われたり、また縁起の悪い呼び名として嫌がられる例もある。

### その他
- スペイン最大の文学者の一人ロペ・デ・ベガは兵士としてこの海戦に参加している。
- ドン・キホーテの作者ミゲル・デ・セルバンテスもスペインの無敵艦隊で食料調達係をしていた。
- 後に日本に渡ったウィリアム・アダムス（三浦按針）は、英国軍の補給船の船長として前線と港を往復していた。

## アルマダの海戦を題材とした作品

### 映画
- 『無敵艦隊』（ウィリアム・Ｋ・ハワード監督 、1937年、英国）
- 『エリザベス：ゴールデン・エイジ』（シェカール・カプール監督、2007年、英国）

### 漫画
- 『七つの海七つの空』（青池保子、1977年）